# フランツ・バイヤー
フランツ・バイヤー（Franz Beyer, 1922年2月26日 - 2018年6月29日）は、ドイツのヴィオラ奏者、音楽学者。

## 経歴
バーデン＝ヴュルテンベルク州ヴァインガルテン(en)出身であり、1962年よりミュンヘン音楽大学にてヴィオラ科と室内楽科の教授を務める。
ヴィオラ奏者として、シュトゥットガルト室内管弦楽団やストラブ弦楽四重奏団、カペラ・コロニエンシスやコレギウム・アウレウム合奏団といった古楽器オーケストラに参加している。メロス弦楽四重奏団がモーツァルトの弦楽五重奏作品を演奏する際にも追加ヴィオラ奏者として参加した。
バイヤーは音楽作品の校訂者として最も良く知られており、特に1971年に発表したモーツァルトのレクイエム K.626の新版が有名である。従来のジュースマイヤー版を重視しつつも、モーツァルトの実際の音楽様式に従った校訂は、現在では広く認知されており、レナード・バーンスタインやネヴィル・マリナー、ニコラウス・アーノンクール、フリーダー・ベルニウスらによる録音がある。加えて、彼は多くの、特にウィーン古典派の作品に対し編集、校訂や補筆を行った。
1983年にはラーベンスブルク、ヴァインガルテン両市の文化賞を受賞した。2018年、ミュンヘンにて死去。